# 麥桑設治局
麥桑設治局，民國時設置於四川省的設治局，位於四川西北部。

## 歷史沿革
民國三十年（1941年）3月，四川省政府咨以該省松潘縣轄境過於廣袤，擬於該縣黃勝關外析置興中、麥桑二設治局，以資治理。
- 民國三十年（1941年）3月25日，國民政府指令：[1]

國民政府指令 渝文字第六八二號 三十年三月二十五日

令行政院
三十年三月二十日勇玖字四三八六號呈一件，爲據內政部呈以四川省政府擬於松潘縣黃勝關外古潘州麥桑一帶地方增設興中、麥桑二設治局，經院核准，檢呈地圖呈請鋻核備案由。

呈件均悉。准予備案。附件存。此令。

主　　　席　林森

行政院院長　蔣中正

內政部部長　周鍾嶽

設治局辖境为原麥桑土司管轄區域，最後的麥桑土司華爾功成烈兼任麥桑設治局局長，局所駐局所駐麥桑（中阿壩，今四川阿壩縣駐地阿壩鎮）。至民国三十七年时尚未设立。